# Abu Musa
Abu Musa – wyspa w Zatoce Perskiej. Populacja to ok. 2 tysięcy ludzi. Abu Musa to najbardziej wysunięta na południe irańska wyspa w Zatoce Perskiej, położona najbliżej równika.

## Przynależność polityczna
Wyspa położona jest na Zatoce Perskiej, pomiędzy Iranem i Zjednoczonymi Emiratami Arabskimi. Oba kraje toczą o wyspę spór, który zaczął się w 1971 roku. Wówczas po wycofaniu się Brytyjczyków z protektoratu nad arabskimi emiratami, władza emirów przejściowo osłabła. Ówczesny szach Iranu wykorzystał osłabienie sąsiada i wysłał na wyspę siły zbrojne. Między krajami wybuchł spór, który został rozstrzygnięty w ten sposób, że właścicielem wyspy pozostał emirat Szardża, a Iran zachował prawo do utrzymywania na niej garnizonu.
W 2012 roku spór wybuchł na nowo, gdy ZEA stwierdziły, że Iran naruszył warunki porozumienia poprzez zwiększenie ilości żołnierzy i budowę nowej infrastruktury, m.in. lotniska.

## Geografia
Wyspa położona jest na Zatoce Perskiej, zamieszkuje ją ok. 2000 osób. W pobliżu wyspy rozciąga się duże pole naftowe Mubarek.